# Sam Ervin
Samuel James "Sam" Ervin, Jr., född 27 september 1896 i Morganton, North Carolina, död 23 april 1985 i Winston-Salem, North Carolina, var en amerikansk demokratisk politiker och jurist. Han representerade delstaten North Carolina i båda kamrarna av USA:s kongress, först i representanthuset 1946–1947 och sedan i senaten 1954–1974. Han ledde senatens undersökning av Watergateaffären. Han var bror till kongressledamoten Joseph Wilson Ervin.
Ervin utexaminerades 1917 från University of North Carolina at Chapel Hill. Han tjänstgjorde sedan i USA:s armé i första världskriget vid västfronten i Frankrike. Han avlade 1922 juristexamen vid Harvard Law School. Han arbetade sedan som advokat i Morganton och senare som domare. Han fyllnadsvaldes 1946 till representanthuset. Han efterträddes 1947 som kongressledamot av Hamilton C. Jones. Ervin tjänstgjorde som domare i North Carolinas högsta domstol 1948–1954.
Senator Clyde R. Hoey avled 1954 i ämbetet och efterträddes av Ervin. Han var med i utskottet som undersökte Joseph McCarthy år 1954. I samband med Watergateaffären förrättades ett specialutskott med Ervin som ordförande som undersökte skandalen. Watergateutskottet eller Ervinutskottet hette officiellt United States Senate Select Committee on Presidential Campaign Activities. Utskottet publicerade den 27 juni 1974 en 1 250 sidor lång rapport, Report on Presidential Campaign Activities. President Richard Nixon avgick i augusti 1974 på grund av Watergateaffären. Senator Ervin avgick den 31 december 1974, några dagar före mandatperiodens slut. Efterträdaren Robert Burren Morgan tillträdde enligt den ursprungliga tidtabellen några dagar senare.
Ervin var presbyterian och frimurare. Han gravsattes på Forest Hill Cemetery i Morganton.